# Gramacho (bairro de Duque de Caxias)
Gramacho é um bairro do município de Duque de Caxias, no estado do Rio de Janeiro, no Brasil.
O nome do bairro deriva de uma homenagem feita ao capitão João Pereira Lima Gramaxo, que havia sido dono de terras naquela região no século XVIII. O capitão era português e cultivava cana-de-açúcar em sua fazenda, contava ainda com um pequeno porto no Rio Sarapuí para escoar sua produção até o Rio de Janeiro pela Baía da Guanabara. Em 1944, a Estação Sarapuí foi rebatizada como “Estação Gramacho”.

## Confusão com o bairro de Jardim Gramacho

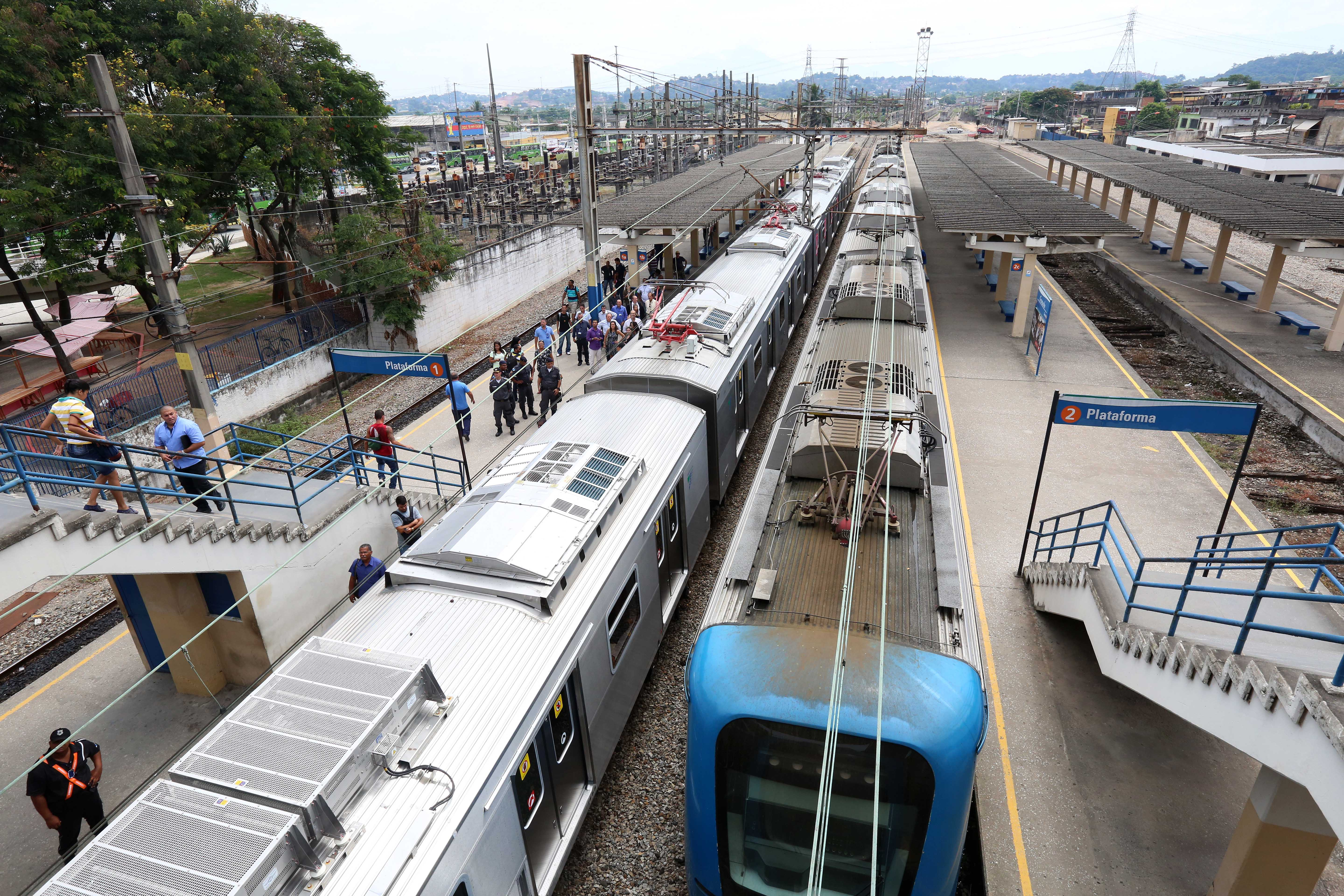
Estação de Trem do Gramacho em 2014.

No município de Duque de Caxias, existe um bairro chamado Jardim Gramacho, local famoso por ter abrigado, até junho de 2012, o aterro sanitário de Gramacho, que chegou a ser o maior aterro sanitário da América Latina. 
Frequentemente, confundem-se os nomes dos dois bairros. Na verdade, são bairros distintos e localizados inclusive longe um do outro: enquanto o bairro Jardim Gramacho fica às margens da Rodovia Washington Luís (BR-040), o bairro de Gramacho fica as margens da Avenida Presidente Kennedy e é cortado pelo Rio Sarapuí (que faz a divisão entre o primeiro e o segundo distritos).